# NGC 1846
NGC 1846 est un amas ouvert situé dans la constellation de la Dorade. Cet amas est situé dans le Grand Nuage de Magellan. Il a été découvert par l'astronome écossais James Dunlop en 1826.
À ce jour, six mesures non basées sur le décalage vers le rouge (redshift) donnent une distance de 0,049 ± 0,001 Mpc (∼160 000 al).

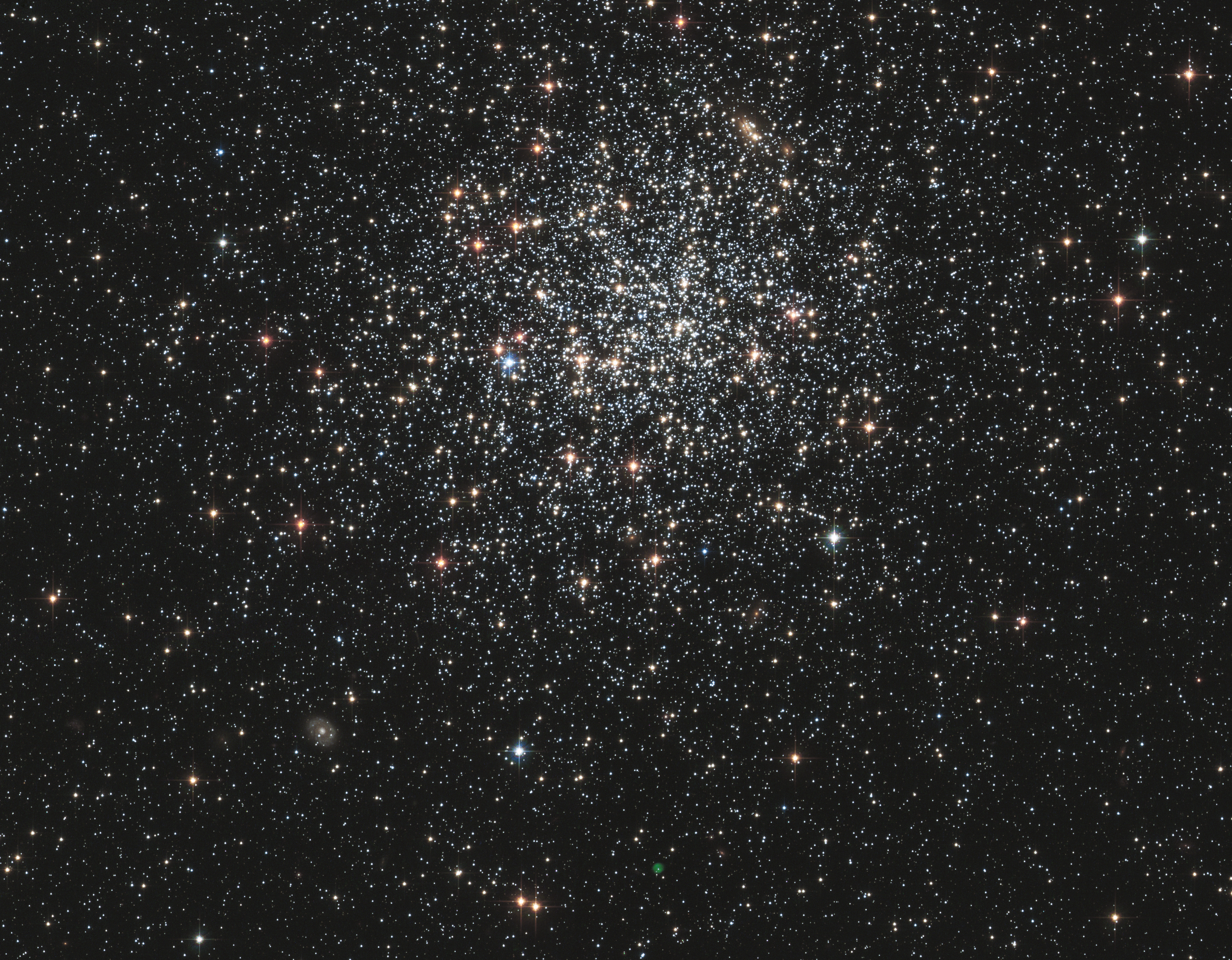
NGC 1846 par le télescope spatial Hubble.